# باقر قدیری‌اصل
باقر قدیری‌اصل (۱۳۰۶ رشت- ۶ آبان ۱۴۰۲) استاد ممتاز دانشگاه تهران و دبیرکل حزب ایران و از اعضای شورای مرکزی جبهه ملی ایران بود.

## تولد و تحصیلات
قدیری اصل در سال ۱۳۰۶ در رشت به دنیا آمد و تحصیلات خود را تا دبیرستان در این شهر ادامه داد سپس در سال ۱۳۲۹ به پاریس رفت. او طی مدت ده سال اقامت در فرانسه موفق به اخذ کارشناسی حقوق از دانشگاه پاریس، دیپلم سیاسی از انستیتوی مطالعات قضائی نیس فرانسه، دیپلم عالی اقتصاد سیاسی از دانشگاه پاریس، دیپلم عالی علوم اقتصادی و دکترای دولتی اقتصاد از دانشگاه پاریس شد. او دوره کار موزی و پژوهشی خود را در بانک ملی پاریس گذراند.

## فعالیت‌های علمی و کاری
او پس از بازگشت در مؤسسه تحقیقات اقتصادی دانشگاه تهران و دفتر طرح و بررسی‌های وزارت دارایی فعالیتهای کاری خود را آغاز نموده و در تدوین و تهیه قانون مالیات‌های مستقیم (۱۳۴۵) و قانون پولی و بانکی (۱۳۵۱) همکاری کرد.
قدیری از سال ۱۳۴۴ به عنوان استادیار دانشکده حقوق و علوم سیاسی و اقتصادی دانشگاه تهران رسماً شروع به کار کرد و فروردین ۱۳۴۶ به درجه دانشیار و در سال ۱۳۵۴ به مقام استادی و سپس در بعد از انقلاب به استادی ممتاز دانشگاه تهران انتخاب شد. از دیگر فعالیت‌های آموزشی دکتر قدیری اصل می‌توان به سرپرست دانشجویان دانشکده اقتصاد در زمان تأسیس، معاون دانشکده، عضو هیئت ممیزه، مدیر گروه، ریاست دانشکده اقتصاد دانشگاه تهران قبل و بعد از انقلاب اشاره کرد.
او نخستین فردی بود که در ایران اقتصاد خرد را در دانشگاه تهران تدریس کرد و در این زمینه کتاب نوشت. قدیری به همراه حسین پیرنیا، منوچهر فرهنگ و محمدحسین تمدن جهرمی و… از بنیانگذاران دانشکده اقتصاد دانشگاه تهران و نخستین استادان این دانشکده محسوب می‌شود.
باقر قدیری اصل همچنین به دلیل فعالیتهای دانشگاهی و فرهنگی خود نشان فرهنگ، لوح و شمایل انجمن حافظان فرهنگ و هنر ایران را دریافت کرده است.
قدیری اصل در دهه ۵۰ شمسی به همراه برخی دیگر از اقتصاددانان مانند علی رشیدی، حسین پیرنیا، منوچهر فرهنگ و.. انجمن اقتصاددانان ایران را بنا نهادند و خود او نیز مدتی ریاست این انجمن را برعهده داشت.

## فعالیت‌های سیاسی
باقر قدیری از اعضا حزب ایران و فعالان در جبهه ملی بود که به دنبال درگذشت نظام الدین موحد به سمت دبیرکلی حزب ایران انتخاب شد. او در کنگره جبهه ملی پنجم به عضویت شورای مرکزی انتخاب شد. وی مدتی نیز به عنوان عضو هیدت اجرایی جبهه ملی ایران فعالیت کرد.

## درگذشت
دکتر قدیری اصل در ۶ آبان ماه ۱۴۰۲ درگذشت.

## تالیفات
- اقتصاد خرد- مدرسه عالی بازرگانی - انتشارات فروردین- باقر قدیری اصل- مهدی تقوی[۱۳]
- سیر اندیشه اقتصادی- شابک: ۹۷۸-۹۶۴-۰۳-۳۸۴۱-۴ - دانشگاه تهران[۱۴]
- کلیات علم اقتصاد: فشرده تحلیل هائی از اقتصاد خرد و کلان - شابک: ۹۶۴-۶۱۲۳-۳۳-۳ - انتشارات سپهر - 1391[۱۵]
- اقتصاد خرد- نشر سپهر[۱۶]
- سیر اندیشه اقتصادی: رویارویی مکتب‌ها از افلاطون تا بعد از کینز -شابک کتاب: ۹۷۸۹۶۴۰۳۳۸۴۱۴ - دانشگاه تهران[۱۷]